# Pleszczenice
Pleszczenice (biał. Плешчаніцы, także Pleszczanice) – osiedle typu miejskiego na Białorusi w obwodzie mińskim w rejonie łohojskim, 6,0 tys. mieszkańców (2010).

## Historia
Pierwsze wzmianki o Pleszczenicach pojawiły się w XVI wieku jako wieś powiatu mińskiego. Miejscowość należała do rodziny Tyszkiewiczów. W czasie wojny polsko-rosyjskiej w latach 1654–1667 pod Pleszczenicami działał oddział partyzancki Denisa Muraszki. Muraszkowcy napadali na dwory szlachty, która sprzymierzyła się z moskiewskim zaborcą, stawiali blokady na drogach, przeszkadzali w zbiorach i wywozie zboża, a także nie pozwalali miejscowej ludności na wyjazd do okupowanego Mińska. Miasto magnackie położone było w końcu XVIII wieku w powiecie mińskim województwa mińskiego. W wyniku II rozbioru Polski Pleszczenice znalazły się w granicach Imperium Rosyjskiego, gdzie stały się siedzibą wołości. W tym czasie miejscowość miała status miasteczka. W trakcie wojny 1812 roku, podczas odwrotu wojsk francuskich, rozegrała się tu bitwa, w wyniku której dywizja armii rosyjskiej generała Eufemiusza Czaplica pokonała awangardę IX Korpusu Wielkiej Armii dowodzonego przez Marszałka Victora. Wojskami francuskimi dowodził wicekról Włoch Eugeniusz de Beauharnais. 10 listopada 1812 r. Napoleon nocował tu wraz ze sztabem.
W 1817 r. Tyszkiewiczowie wybudowali w mieście cerkiew, a w 1825 r. ufundowali teatr (funkcjonował do 1835 r.). W XIX wieku funkcjonował kościół, synagoga, szkoła, browar, pięć kramów, dwie pijalnie, odbywały się jarmarki. W 1882 r. w mieście powstała szewska fabryka obuwia, a później szewska fabryka gwoździ. W 1910 r. nosiła nazwę „Niemiecko-Amerykańska Fabryka Drewnianych Szewskich Gwoździ i Szpilek”. Posiadała 2 maszyny parowe i kocioł parowy. W 1895 r. pracowało w niej 106 osób. W 1900 roku wyprodukowano 10 tysięcy pudów drewnianych gwoździ. W drugiej połowie XIX w. w miejscowości było 50 domów i 425 mieszkańców. Według wyników spisu ludności (1897 r.) znajdowała się tu szkoła powszechna oraz urząd pocztowo-telegraficzny. 
W latach 1919–1920 miejscowość była siedzibą gminy na obszarze tzw. administracyjnego okręgu mińskiego. W dniach 26–29 maja 1920 r. pod Pleszczenicami miała miejsce zwycięska bitwa wojsk polskich z wojskami sowieckimi. 
17 lipca 1924 r. Pleszczenice stały się centrum rejonu BSRR. Od 1929 r. działała tu elektrownia, młyn, tartak i zakład włókienniczy. 27 września 1938 r. miejscowość otrzymała status osiedla typu miejskiego. W czasie II wojny światowej od 28 czerwca 1941 do 30 czerwca 1944 Pleszczenice znajdowały się pod okupacją niemiecką, okupanci zamordowali ponad 2000 osób. 
Podczas okupacji hitlerowskiej, w lipcu 1941 roku Niemcy utworzyli getto dla żydowskich mieszkańców. Przebywało w nim około 1000 osób. W listopadzie 1941 roku Niemcy zlikwidowali getto, a Żydów zamordowano. Sprawcami zbrodni byli niemieccy policjanci z 11 rezerwowego batalionu policji oraz litewskie oddziały pomocnicze. 
Od 25 grudnia 1962 Pleszczenice są częścią rejonu łohojskiego.
W 1956 roku w miejscowości urodził się Siarhiej Antonczyk – deputowany Rady Najwyższej Republiki Białorusi XII kadencji z ramienia antykomunistycznej, niepodległościowej partii Białoruski Front Ludowy.

## Parafia rzymskokatolicka

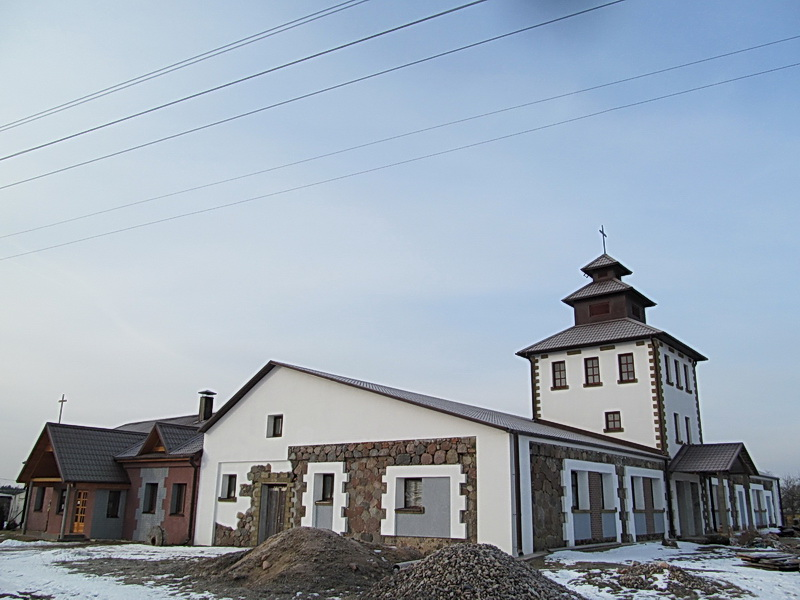
Kościół św. Anny w Pleszczenicach

Od 1789 r. do pocz. XX w. w Pleszczenicach istniała kaplica św. Józefa.
Parafia wchodzi w skład dekanatu wilejskiego archidiecezji mińsko-mohylewskiej. Dzięki wsparciu władz na cele sakralne przekazano parafii opuszczony budynek dawnej stajni Tyszkiewiczów. 27 lipca 2019 roku kościół został konsekrowany przez arcybiskupa Tadeusza Kondrusiewicza.